# コルト (装身具)

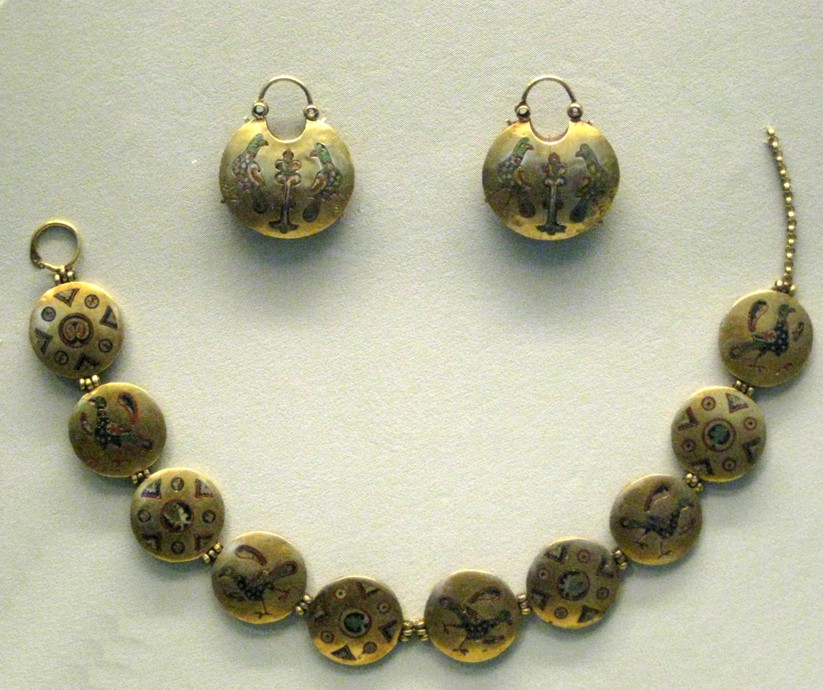
生命の樹の傍らに鳥を描いた金製のコルト。鎖状の物はリャスナ。
キエフ・什一聖堂出土。12世紀。

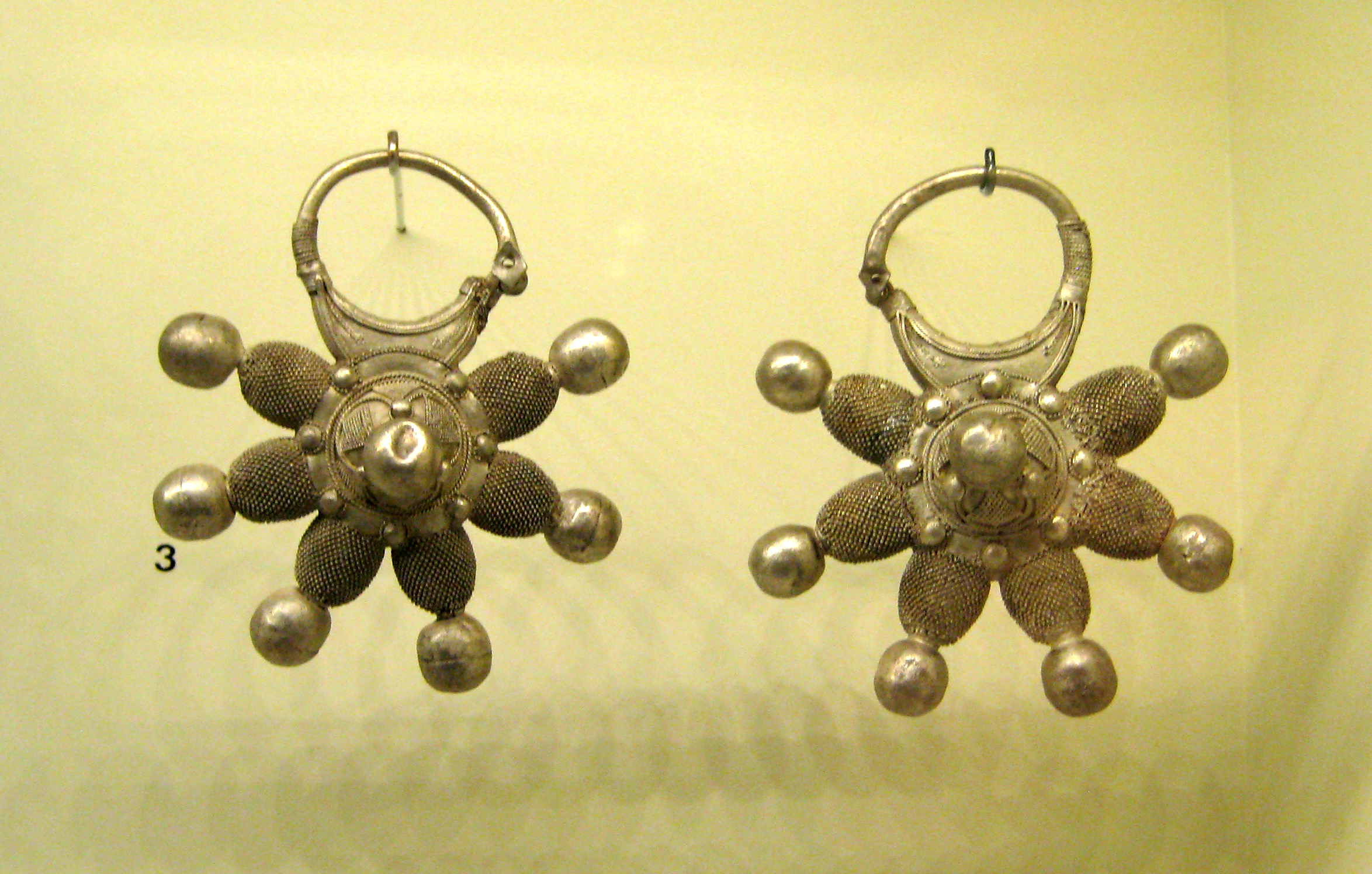
星型のコルト

コルト（ウクライナ語・ベラルーシ語・ロシア語: Колт）は11世紀から13世紀のルーシで用いられた女性用の装飾品である。金属で作られており、頭飾りに取り付けた。表面はゼルニ(ru)（細小の宝石を用いた装飾細工）、スカニ(ru)（金銀モール細工）、エマリ(ru)（琺瑯細工）、チェルニ（ニエロ細工）などで彩られている。また、内部は空洞になっており、おそらく香料をしみこませた布を入れていたと考えられている。
（留意事項）本頁の工芸技術等の名称は、便宜上、ロシア語からの転写に統一した。ウクライナ語・ベラルーシ語に準じた表記についてはリンク先等を参照されたし。

## 概要
コルトが当時、何と呼ばれていたかは不明である。コルトという名称は、19世紀末の民俗学の史料に基づいており、イヤリングを意味するウクライナ西部の方言（колток：コルトク）や、イヤリングの下げ飾りを意味するノヴゴロドの方言（колтки：コルトキ）から採用した名称である。白樺文書のNo.644にもколткиという記述が見られる。コルトはかつてのキエフ・ルーシ領域から見つかる、多数の宝飾品のうちの1種類である。
コルトには丸型のものと星型のものがあることが知られている。金製の丸型のコルトには、鳥、シリン(ru)、聖人、宗教的な説話の一場面などが描かれている。星型のコルトは金・銀でできており、ゼルニやスカニで装飾されている。金細工・銀細工の職人は、チェルニや金メッキにより輝きと陰影の織り成す装飾技法の最上のものを探求しつづけており、時には、滑らかな銀の表面を、何千もの極小のリング（各リングは、小さな銀をはんだ付けして作られている）で覆っているような精巧なものが作られた。
結婚式に用いられたコルトやその他の装飾品は、古代の異教的思想において、多産を示すシンボルの1種類であった。コルトやブレスレットの植物の意匠は、全て、スラヴ人にとって神聖な植物であるフメリ(ru)（ホップ）の様々な成長段階を表現したものであるという仮説がある。12 - 13世紀のコルトやブレスレットは、守護の魔法的なものと認識される、非常に多くの装飾を持ち、多産への祈りや、ルサリイ(ru)（古代スラヴ人の死者の祭）の祈祷の儀式との関連が示されている。
しかし、コルトの中で最も新しい、13世紀のコルトに描かれている絵は、それまでの伝統に反しており、かつてのコルトに込められていた意味は失われている。すなわち、コルトやナルチ(ru)（古代の籠手）に描かれるシンボルは、生命の樹(ru)、新芽、百合、種子などの形をとるようになった。それらは全て、成長や生気という概念を表している。また、描かれるもののうち何種類かは、細部まで完全に、キリスト教の教会建築物の装飾と一致したものとなっている。さらに、13世紀初頭の都市では、青銅や鉛を原料とした、市場で販売するための廉価なコルトの鋳造が始まった。しかしモンゴルのルーシ侵攻の後には、コルトは普及しなくなった。